# Инкино (Нижегородска област)
Инкино (на руски: Инкино) е село в Бутурлински район, Нижегородска област, Русия. Населението му през 2010 година е 359 души.

## География

### Разположение
Инкино е разположено в централната част на Европейска Русия, на брега на река Кетарша. Намира се на 104 километра северозападно от Нижни Новгород.

### Климат
Климатът на Инкино е умереноконтинентален (Dfb по Кьопен) с горещо и сравнително влажно лято и дълга студена зима.

## Население
| 1999 | 2002 | 2010 |
| ---- | ---- | ---- |
| 540  | 445  | 359  |

## Инфраструктура
- Инкинска детска градина
- Църква на Казанската икона на Богородица
- Инкинско училище